# Biophytum macrorrhizum
Biophytum macrorrhizum là một loài thực vật có hoa trong họ Chua me đất. Loài này được R.E.Fr. mô tả khoa học đầu tiên năm 1914.